# Hinemoa indica
Hinemoa indica är en snäckart. Hinemoa indica ingår i släktet Hinemoa och familjen Pyramidellidae. Inga underarter finns listade i Catalogue of Life.